# Marczali család
A Marczali család  mára már a történelmileg kihalt családok közé tartozik. A család eredetét a Péc nemzetségből származtatja, mely a 13. században már Győr megyén kívül, Veszprém, Zala, Somogy, Nyitra megyékben is terjedelmes és részben első foglalású földbirtokkal rendelkezett. E családból eredtek többek között a Móriczhidai, Péczi, Berzenczei, Marczali és Gusztáni családok is.

## Története
A 13. században II. András és IV. Béla királyok idején élt Móricz Ispán (Comec Mauritius) aki a fennmaradt oklevelek szerint Győr vármegyében a Rába és Marcal folyók mentén, a Tét szomszédságában fekvő erdős birtokán átfolyó Rába vizén egy hidat és mellette egy falut épített, melyet nevéről Móriczhidá-nak neveztek.
Móricznak (Móricz ispán) két fia volt: Móricz és Márk. 
- Móricztól eredt a Móriczhidai család. Móricznak hason nevű fiától eredt az ugyancsak hasonnevű Móricz, akit nyitrai főispánként említettek.

- Márk Ispán (Comes), Móricz másik fia Győr és más vármegyékben ugyancsak sok birtokokkal és nagy tekintéllyel rendelkezett. E Márkról a fennmaradt oklevelek  1251-ben és 1263-ban emlékeznek meg. Márknak négy fia maradt, közülük Gergely nevű fiá nak leszármazottaitól eredt később a Marczali család.

- Gergely, kitől a Marczaly család származott, IV. Béla király idején macsói bán volt, V. István király uralkodása idején pedig a bolgárok ellen küldött sereg főkapitánya volt, amikor elfoglalva Vrchov várát, legyőzve a bolgárokat. Később IV. László uralkodása idején Győr várának visszavételénél is jelen volt, kitünve vitézségével, IV. László király 1283-ban kiadott oklevéle szerint.

Gergelynek két fia maradt Lukács és Ivakov. 
- Lukács nevű fia Károly Róbert király idejében mint vitéz bajnok több ütközetben vett részt, többek között Maghvár ostromlásánál. Erdélyben, Dósa erdélyi vajda vezérlete alatt a pártütő Kopasz s annak cimborái ellenl csatában veszélyes sebeket kapott. E hadi és számos más érdemei elismeréseként Károly Róbert királytól Szabolcs megyében a Tisza menti Egyházas, Ibrány, Ub, Zoth nevű egész helységekre és Falu- Opa- tavaknak bírtokaira, melyeket egykor Gergely atyja bírt, 1322-benúj adomány levelet adott, és a váradi káptalan általis  beiktattatott.

- Ivakov vagy Ivánka nevű fia volt az, aki elhagyva az ős nemzetségi „degenere Pecz“ nevet, magát „Ivakou Marczely de Hoszszúfalu“ néven íratá, utóda pedig a Somogy megyében fekvő, akkor nyert marczali birtokról következetesen Marchely – Marchali s végül Marczali-nak nevezte magát. Neki három fia maradt: Echius, János és István.

- Echius: vagy Ek mester 1374-ben élt, amikor - a fennmaradt iratok szerint - közte, mint Marczali helység földes ura és Péter Domokosnak fia, mint szomszéd Beryegh falu birtokosa közt fennálló katárviták a sümegi convent előtt békésen elintéződtek.

- Jánostól (Ivakounak második fia) született György, akiről egy 1404. évi okmány emlékezik meg. Utódairól nem maradtak fenn adatok.

- István' Ivakounak harmadik fia, nagyatyja hívatalában örökösödött, miután egy 1341. évi oklevélben őt bán néven nevezik. Nejétől Bethlen János leányától négy gyermekét ismerjük: Dienest, Miklóst, Borbálát. aki Báthori István országbíró neje lett, és Pétert.

- Dienes 1402-ben erdélyi vajda, 1414-ben pedig mint a székelyek bírája és bán volt, majd 1417-ben Somogy vármegye főispánja volt, mely adatokat és érdemeit Zsigmond király 1417-ben kelt okmánya említi mely szerint testvérével Miklóssal az erdélyi vajdával és az ország több nagyával Temes vármegyében, Somlyó város táján, a Nyárad folyó mentén, Tóth-Chak falu mezején és Maraz mezőváros előtt a törökökkel viselt négy véres csatában vett részt, és 1417-ben elkísérte seregével Zsigmond királyt a kosztniczi egyházi zsinatra is. Nagy birtokait két fiára Györgyre és Istvánra hagyta, kikről az 1436. évi oklevelek emlékeznek meg. György neje 1461-ben Báthory Katalin volt, valószínűleg utódai is maradtak, de nem ismertek. 
- Miklós Marczali István bán második fia, 1403–1412 között erdélyi vajdaként szerepelt. Temes megyében testvérével – mint már említettük – négyszer harcolt a török ellen, utóbb Isztriában és Friaulban a Velencések ellen mint a magyar hadseregnek fővezére, mikor Velence alatt nyertek sebesülése folytán életét is vesztette. 
E Miklós építette Babócsa és Segesd várát Somogy vármegyében, Segesd mezővárosban és a hozzá tartozó uradalomban, melyet Dienes és Péter testvéreivel együtt Zsigmond királynak, Sárfeneki Fridrik kezéből 8020 arany forintért kiváltotta Tátika vára és Keszthely mezővárost, több faluval együtt, melyeket ezért csereképen ugyanazon összegben zálogba kapott. 
Miklósnak négy fia maradt: László püspök, István, Imre és János:
Imre 1434-ben királyi főajtónálló mester, 1440-ben királyi főasztalnok mester lett. 1437-ben sept. 15-én Zsigmond királytól hűséges szolgálatai jutalmául János testvérével együtt egy Prágában kelt adomány levél által  Verőcze várát és a hozzá tartozó uradalmat nyerte örökösen, és egyúttal azon megyének főispánjává is kinecezést nyert; később 1440-ben pedig már Somogy vármegye főispánja lett. Élt még 1447-ben is, amikor mint királyi főajtónálló mester vett részt a budai országgyűlésen. 
János vagy Janko nevű testvére Imre halála után a somogyi főispánságban örökösödött, és 1449-ben már szintén mint fő ajtónálló mester szerepelt. 1457-ben pedig V. László király halála után az ideiglenes kormányt alkotó országnagyok sorában szerepelt.
Marczali Imre és János utód nélküli halála után Babócsa és Segesd Mátyás király Báthori Istvánnak ajándékozta. 
- Péter az 1341 körül élt István harmadik fia  volt; az ő fia Ádám, kinek László nevű fia 1474-ben Somogy vármegye főispánja volt.

1526-ból még Marczali Albertről is maradt fenn emlék, aki vitézül harcolt a mohácsi csatában Sámboki kéziratainak tanúsága szerint; a család későbbi tagjairól viszont nem maradt fenn semmi emlék.